# Antonino Rotolo
Antonino Rotolo, detto Nino (Palermo, 3 gennaio 1946) è un mafioso italiano, legato a Cosa nostra.
Originario del quartiere Pagliarelli di Palermo, tradizionalmente sotto il controllo della famiglia mafiosa Motisi. Rotolo era il vice-capo di Matteo Motisi, ma secondo alcuni pentiti era de facto il capo del mandamento nella Commissione provinciale di Cosa nostra. Nel 2006, la polizia dedusse che Rotolo — numero 25 nel codice dei pizzini del boss mafioso Bernardo Provenzano — era diventato una figura chiave nella gerarchia di Cosa nostra.

## Biografia

### Alleato dei Corleonesi
Antonino Rotolo è stato uno dei mafiosi più attivamente coinvolti nel traffico di droga negli anni '80. Secondo Tommaso Buscetta, tre famiglie mafiose palermitane dominavano il traffico di eroina intorno al 1980: la famiglia di Porta Nuova con Nunzio La Mattina come principale organizzatore; quella di Brancaccio con Giuseppe Savoca e di Pagliarelli con Antonino Rotolo. Rotolo riceveva la morfina-base dal trafficante turco Yasar Avni Mussulullu che, su sua indicazione, consegnava i carichi vicino alle coste siciliane, dove venivano prelevati da pescherecci più piccoli. La morfina-base veniva poi raffinata in eroina nei laboratori siciliani e contrabbandata negli Stati Uniti, quella che fu in seguito chiamata Pizza Connection. Rotolo gestiva anche il flusso di denaro dei proventi attraverso conti bancari svizzeri.
Rotolo fu inoltre fedele alleato dei Corleonesi di Totò Riina nella seconda guerra di mafia. Secondo il pentito Giuseppe Marchese, fece parte della squadra che uccise Stefano Bontate e strangolò con le proprie mani Santo Inzerillo, fratello del boss Salvatore, il 26 maggio 1981, quando Inzerillo si presentò in riunione per chiedere chiarimenti sulla vicenda. Dopo l'uccisione di Bontate, Francesco Marino Mannoia (detto "il chimico" per la sua capacità di raffinare tonnellate di eroina) passò al servizio di Rotolo. 
Il 31 maggio 1985 Rotolo fu arrestato insieme al boss Giuseppe Pippo Calò nell'elegante villa di quest'ultimo vicino a Roma. Accusato dal pentito Tommaso Buscetta, nel 1987 subì una condanna a 21 anni di carcere e 180 milioni di lire di multa nel maxiprocesso di Palermo.
Secondo la testimonianza di Francesco Marino Mannoia, Rotolo fu uno degli assassini del politico comunista Pio La Torre. Secondo il pentito Calogero Ganci, faceva anche parte della squadra che uccise il prefetto di Palermo, il generale Carlo Alberto Dalla Chiesa ma non fu mai processato per mancanza di prove.

### Luogotenente di Provenzano
Dopo l'arresto di Bernardo Provenzano l'11 aprile 2006, i pizzini (piccoli foglietti di carta utilizzati per comunicare con altri mafiosi per evitare conversazioni telefoniche) trovati nel suo nascondiglio indicavano che i luogotenenti di Provenzano a Palermo erano Salvatore Lo Piccolo e Antonino Rotolo. In un messaggio riferito a una decisione importante per Cosa nostra, Provenzano disse a Rotolo: "Tocca a te, a me e a Lo Piccolo decidere questa cosa". Rotolo è stato coinvolto nelle elezioni regionali siciliane del maggio 2006, sostenendo l'Unione dei Democratici Cristiani e di Centro (UDC), il partito del presidente in carica della Regione Siciliana, Salvatore Cuffaro. "Siamo orientati al novantanove per cento verso l'UDC", si sentì dire in un'intercettazione di Rotolo. Cuffaro vinse le elezioni, sconfiggendo Rita Borsellino, sorella del giudice Paolo Borsellino ucciso dalla mafia nel 1992.

### Operazione Gotha
Rotolo è stato nuovamente arrestato il 20 giugno 2006, due mesi dopo l'arresto di Bernardo Provenzano. Le autorità hanno emesso 52 mandati di arresto contro i vertici di Cosa nostra nella città di Palermo (Operazione Gotha). Tra gli altri arrestati figurano il braccio destro di Rotolo, Antonino Cinà (che era stato medico personale di Salvatore Riina e Provenzano) e il costruttore Francesco Bonura. Le incursioni sono nate dalla lettura degli appunti di Provenzano alla luce delle prove emerse dall'operazione di intercettazione.
Dall'operazione è emerso che Rotolo aveva costruito una sorta di triumvirato insieme a Cinà e Bonura, che governava la città di Palermo in sostituzione della Commissione mafiosa di Palermo. Rotolo era agli arresti domiciliari, ottenuti grazie ai farmaci che i medici gli avevano somministrato per alzare la pressione del sangue e permettergli di fingere la malattia. In questo modo Rotolo è stato libero di gestire la sua attività, estorcendo denaro ai negozianti cinesi di Palermo e convincendo il titolare di una catena di supermercati a pagare e ad aderire addirittura a un'associazione antiracket. Era solito incontrarsi con i suoi compagni mafiosi in un box di lamiera alle spalle della sua lussuosa villa di periferia, lungo viale Michelangelo. All'inizio delle conferenze veniva posto un pallone sulla porta come segno per le sentinelle. All'interno c'erano un tavolo, otto sedie di plastica e dispositivi anti-cimici che, secondo Rotolo, avrebbero reso impossibile l'ascolto da parte della polizia. Tuttavia, la polizia era riuscita a installare microspie e una videocamera che hanno rivelato il contenuto delle riunioni.
Dalle indagini dei carabinieri emerge uno scontro tra Rotolo e Salvatore Lo Piccolo per la richiesta della famiglia Inzerillo di poter rientrare a Palermo. La famiglia Inzerillo era stata uno dei clan i cui leader – tra cui Salvatore Inzerillo – furono uccisi dai Corleonesi durante la seconda guerra di mafia negli anni '80 e che erano stati in esilio negli Stati Uniti. Rotolo era alleato dei Corleonesi per attaccare il clan Inzerillo e infatti Rotolo uccise personalmente Santo Inzerillo. Si oppose al permesso di Lo Piccolo per il rientro degli Inzerillo, temendo vendette. Con l'arresto di Rotolo e altri le autorità sostengono di aver evitato lo scoppio di una vera e propria guerra all'interno di Cosa nostra. Rotolo temeva una vendetta. "Se cominciano a sparare, sarò il primo a prenderlo e poi toccherà a te", disse Rotolo a Bonura. Anche i due non si fidavano di Lo Piccolo e chiesero l'autorizzazione a Provenzano per eliminarlo. Rotolo aveva condannato a morte Salvatore Lo Piccolo e suo figlio Sandro e si era procurato i barili di acido utilizzati per sciogliere i corpi dei rivali uccisi. Al figlioccio di Rotolo, Gianni Nicchi, fu ordinato di cercare e uccidere i Lo Piccolo. Secondo il procuratore nazionale antimafia Pietro Grasso, Nino Rotolo "stava progettando una serie di omicidi per annientare la famiglia di Salvatore Lo Piccolo e diventare il boss indiscusso del clan in città". Uccidere i Lo Piccolo avrebbe spinto la Sicilia in un'altra guerra di mafia. "La polizia e la Procura speciale antimafia di Palermo hanno evitato lo scoppio di una vera e propria guerra all'interno di Cosa nostra", ha affermato il deputato di centrosinistra Giuseppe Lumia, vicepresidente della Commissione Antimafia.

### Sequestro dei beni e il carcere
Nel febbraio 2007 furono sequestrati beni di Rotolo per un valore di 30 milioni di euro. La maggior parte dei beni erano a nome di prestanome. Il 21 gennaio 2008 il Tribunale di Palermo ha condannato Rotolo a 20 anni di reclusione. Poiché Rotolo ha scelto di essere processato con rito abbreviato, ottiene una riduzione di 1/3 della sua pena, riducendola di fatto a 13 anni e 2 mesi. È stato incriminato il 7 febbraio 2008 nell'ambito dell'operazione Old Bridge contro i Gambino a New York e i loro collegamenti a Palermo, coinvolti nel traffico di droga.
Nel 2022 la Cassazione ha respinto l'istanza degli avvocati di Rotolo per la revoca del carcere duro (cui si trovava sottoposto da 16 anni) con la motivazione che non si è mai dissociato da Cosa nostra.